# Kollariana
Kollariana là một chi bướm đêm thuộc họ Noctuidae.